# Gabriel Calderón
Gabriel Humberto Calderón (Rawson, 7 de fevereiro de 1960) é um ex-futebolista e treinador de futebol argentino. Nos tempos de atleta, ele atuava como meia-atacante.

## Carreira

### Como jogador
Durante sua carreira, iniciada em 1976, quando tinha apenas 16 anos, Calderón defendeu El Porvenir, Racing Club (duas vezes), Lanús, Independiente, Betis, PSG e Sion. Ele jogou também no Caen e em outra equipe helvética, o Lausanne Sports, até retornar à Argentina e encerrar a carreira em 1994, no Germinal, time de sua cidade natal.
Pela Argentina, ele disputou 23 partidas, marcando 1 gol, e disputou duas Copas (1982 e 1990). Participou também da Copa América 1989.

## Como treinador
Calderón, após colocar termo à carreira de jogador, passou a ser treinador de uma equipe - no caso, o Caen, sua penúltima agremiação como atleta. Comandou também seu último time, o Lausanne Sports, em 2003.
Sua passagem no comando da Arábia Saudita foi um de seus principais trabalhos no comando de um time de futebol. Durante a estadia de Calderón no banco dos Falcões, o atacante Sami Al-Jaber foi convencido a retomar a carreira internacional, interrompida após o vexame na Copa de 2002. O jogador aceitou o pedido e ajudou os sauditas a se classificarem para o Mundial da Alemanha. Mas Calderón não continuou no comando técnico da Seleção Saudita, sendo substituído pelo brasileiro Marcos Paquetá. Após uma rápida passagem no comando da Seleção de Omã, Calderón comandou o Al-Ittihad. atualmente e o novo comandante do Al-Hilal.

## Vida pessoal
Em 29 de abril de 2010, sua irmã, Luz, foi assassinada.